# Otakar Veřovský
Otakar Veřovský (* 27. března 1944, Přerov) je český politik, v letech 2006 až 2012 senátor za ČSSD za obvod č. 71 – Ostrava-město.

## Život
Absolvoval Ostravskou univerzitu – obor učitelství a Filosofické fakulty Univerzity Palackého v Olomouci – obor sociologie. Pracoval jako vychovatel a později učitel, následně vykonával funkci tajemníka Odborové centrály Vítkovice, a.s., poté šéfoval Metodickému pracovišti OS KOVO v Olomouci. Krátce působil v pozici ředitele Ústavu sociální péče v Jindřichově ve Slezsku a od roku 2000 na Ministerstvu pro místní rozvoj. Dne 14. prosince 2002 byl zvolen starostou největšího ostravského městského obvodu Ostrava-Jih, v komunálních volbách 2006 svou pozici obhájil, zároveň byl zvolen senátorem PČR. Po roce souběhu obou funkcí dne 1. listopadu 2007 rezignoval na pozici starosty MO Ostrava-Jih a na plný úvazek se věnoval své práci v Senátu. Na pozici starosty jej nahradil jeho stranický kolega Bc. Karel Sibinský (ČSSD).

## Osobní život
Je ženatý, má 3 dcery. Žije v Ostravě, v současné době v městském obvodu Ostrava-Jih.

## Veřejné funkce
- senátor ve volebním obvodu 71. Ostrava-město (Ostrava-Jih, Polanka nad Odrou, Proskovice), 2006–2012
- místopředseda senátního Výboru pro záležitosti Evropské unie
- člen Stálé komise Senátu ČR pro krajany žijící v zahraničí
- starosta městského obvodu Ostrava-Jih, 2002–2007
- člen Zastupitelstva MOb Ostrava-Jih, od 1998
- předseda školské komise Rady MOb Ostrava-Jih, 1998–2002

## Stranické funkce
- člen MO ČSSD Ostrava-Zábřeh, od 1994
- předseda MO ČSSD Ostrava-Zábřeh, 2000–2001
- člen výboru MO ČSSD Ostrava-Zábřeh, 2002–2007
- člen MěVV ČSSD Ostrava, 2003–2004

## Ocenění
- držitel Stříbrné Jánského plakety za dárcovství krve
- Čs. obec legionářská – Pamětní medaile I. stupně
- Sdružení hasičů Čech, Moravy a Slezska – medaile za příkladnou práci
- Policie ČR – Čestná medaile na úseku prevence kriminality a zajišťování veřejného pořádku